# Beelzebufo
Beelzebufo is een in februari 2007 ontdekt geslacht van een uitgestorven kikker uit de familie fluitkikkers (Leptodactylidae). De soort Beelzebufo ampinga werd voor het eerst wetenschappelijk beschreven door Evans, Jones & Krause in 2008.
Beelzebufo woog ongeveer 4,5 kilogram en was meer dan veertig centimeter groot. Hij at waarschijnlijk hagedissen, kleine kikkers en misschien zelfs kleine (jonge) dinosauriërs. Paleontoloog David Krause gaf hem zijn naam: het woord Beelzebufo is een porte-manteau van Beëlzebub ('duivel') en bufo ('pad' in het Latijn).
De kikker leefde ongeveer zeventig miljoen jaar geleden. Een team Amerikaanse paleontologen van de Stony Brook University vond overblijfselen van de reuzenkikker in de Maevarano-formatie in het noordwesten van Madagaskar, die dateren uit het Laat-Krijt en waarvan wordt aangenomen dat ze 66 tot 70 miljoen jaar geleden leefden. Hij wordt beschouwd als nauw verwant aan Baurubatrachus uit het Laat-Krijt in Brazilië, waarbij beide mogelijk nauwe verwanten zijn, maar geen leden van de huidige Zuid-Amerikaanse kikkerfamilie Ceratophryidae. Er is als enige soort Beelzebufo ampinga benoemd.

## Ontdekking
De eerste fossiele botten werden gevonden in 1993 door David W. Krause van de New Yorkse Stony Brook University, maar het duurde veertien jaar voordat de wetenschappers Susan E. Evans, Marc E.H. Jones en Krause genoeg gegevens hadden verzameld voor publicatie in de Proceedings of the National Academy of Sciences, het tijdschrift van de Amerikaanse National Academy of Sciences.  De geslachtsnaam Beelzebufo is een combinatie van Beëlzebub (een Semitische godheid wiens naam kan worden vertaald als 'Heer der Vliegen', soms geïdentificeerd als een van de belangrijkste plaatsvervangers, of alter ego van de christelijke duivel) en bufo (Latijn voor 'pad'). De soortaanduiding ampinga betekent 'schild' in Malagasy.
Er zijn ongeveer 75 fossiele afzonderlijke botten gevonden. Er zijn ook enkele delen van gelede schedels bekend: specimen FMNH PR 2512 (dat het grootste deel van de hersenpan, een deel van het verhemelte en een deel van het schedeldak bewaart) en specimen FMNH PR 2512 (dat een van de achterste flenzen bewaart). Onderzoekers hebben delen van het skelet van de kikker kunnen reconstrueren, waaronder bijna de hele schedel.

## Beschrijving
In vroege onderzoeken werd gesuggereerd dat de lengte van de muil kon oplopen tot 42,5 centimeter. Maar in latere onderzoeken werden dieren van deze soort geschat op ten minste 23,2 centimeter, wat ongeveer de grootte is die de huidige Afrikaanse brulkikker kan bereiken. Het hoofd van Beelzebufo was erg groot, en botten van het schedeldak vertonen een ruw buitenoppervlak, wat erop wijst dat op zijn minst delen van het hoofd benige schubben kunnen hebben gedragen, die scutes worden genoemd.
De schedelnaden zijn open in zelfs de grootste exemplaren van Beelzebufo, wat erop wijst dat hij nog groter kan zijn geworden.

## Paleobiologie
Beelzebufo was waarschijnlijk een roofdier met een grote bek waardoor hij relatief grote prooien kon eten, misschien zelfs jonge dinosauriërs. Metingen van de bijtkracht van een groeireeks van Cranwells hoornkikker (Ceratophrys cranwelli) suggereren dat de bijtkracht van een grote Beelzebufo - schedelbreedte 15,4 centimeter - tussen de 500 en 2.200 newton kan zijn geweest.

## Paleobiogeografie
De fossielen van Beelzebufo zijn afkomstig uit Madagaskar, dat, terwijl het nog aan India vastzat, zich in de vroegste fase van het Laat-Jura van de kust van Somalië scheidde. Beelzebufo lijkt op hoornkikkers (Ceratophryidae) uit Zuid-Amerika, wat de mogelijkheid deed vermoeden van een nauwe biogeografische band tussen Madagaskar en Zuid-Amerika tijdens het Krijt. De eerste beschrijving van de Beelzebufo hypothese wakkerde de interesse en het onderzoek naar skeletvariatie bij levende leden van de Ceratophyridae weer aan. Deze onderzoeken suggereren dat verschillende overeenkomsten tussen Beelzebufo en hoornkikkers kunnen zijn geëvolueerd door convergentie; een mogelijkheid die zeker werd erkend in de beschrijvingen van Beelzebufo.
Een onderzoek uit 2018 heeft aangetoond dat Beelzebufo, en andere uitgestorven kikkers met ceratophryide-achtige kenmerken, zoals Baurubatrachus, in plaats daarvan deel uitmaakten van een oudere groep van Neobatrachia, ver verwant aan hoornkikkers. In een onderzoek uit 2022 werden Baurubatrachus en Beelzebufo echter als zustersoorten teruggevonden, waarbij de clade gevormd door de twee geslachten op zijn beurt de zusterclade is van de huidige Ceratophyridae. Beelzebufo zou dus een taxon op de stam van de kroongroep Ceratophryidae kunnen vertegenwoordigen, zoals eerder werd verondersteld.